# Carmen Navarrete Navarro
Consuelo del Carmen Navarrete Navarro (Tzucacab, Yucatán, 31 de julio de 1962) es una política mexicana, actualmente miembro del Partido Verde Ecologista de México (PVEM) y con anterioridad del Partido Revolucionario Institucional (PRI). Ha sido presidente municipal de Tekax y fue diputada federal de 2021 a 2024.

## Biografía
Carmen Navarrete cuenta con estudios básico en su localidad de origen, como miembro del PRI, fue presidente del Consejo Campesino del Sur de la Confederación Nacional Campesina; coordinadora de Mujeres en el Comité Directivo Municipal en Tekax; y secretaria de Atención a Municipios en Oposición del Comité Directivo Estatal del partido en Yucatán.
De 2001 a 2004 encabezó el DIF en el municipio de Tekax, en la administración del alcalde Fernando Romero Ayuso, y al concluir dicho cargo, de 2004 a 2007 fue regidora a la comuna del mismo municipio, encabezada por Pedro Acosta Marín.
Fue elegida presidente municipal de Tekax para el periodo de 2012 a 2015, y en 2021 intentó ser nuevamente candidata de PRI a dicha alcaldía; pero al no lograrla, renunció al PRI y se unió al PVEM que la postuló candidata a diputado federal por la coalición Juntos Hacemos Historia por el Distrito 5 de Yucatán. Fue elegida a la LXV Legislatura que concluyó en 2024. Fue integrante del grupo parlamentario del PVEM y ocupa los cargos de secretaria de las comisiones de Juventud; y de Pueblos Indígenas y Afromexicanos; así como integrante de la comisión de Atención a Grupos Vulnerables.